# Vilmantas Tamošaitis

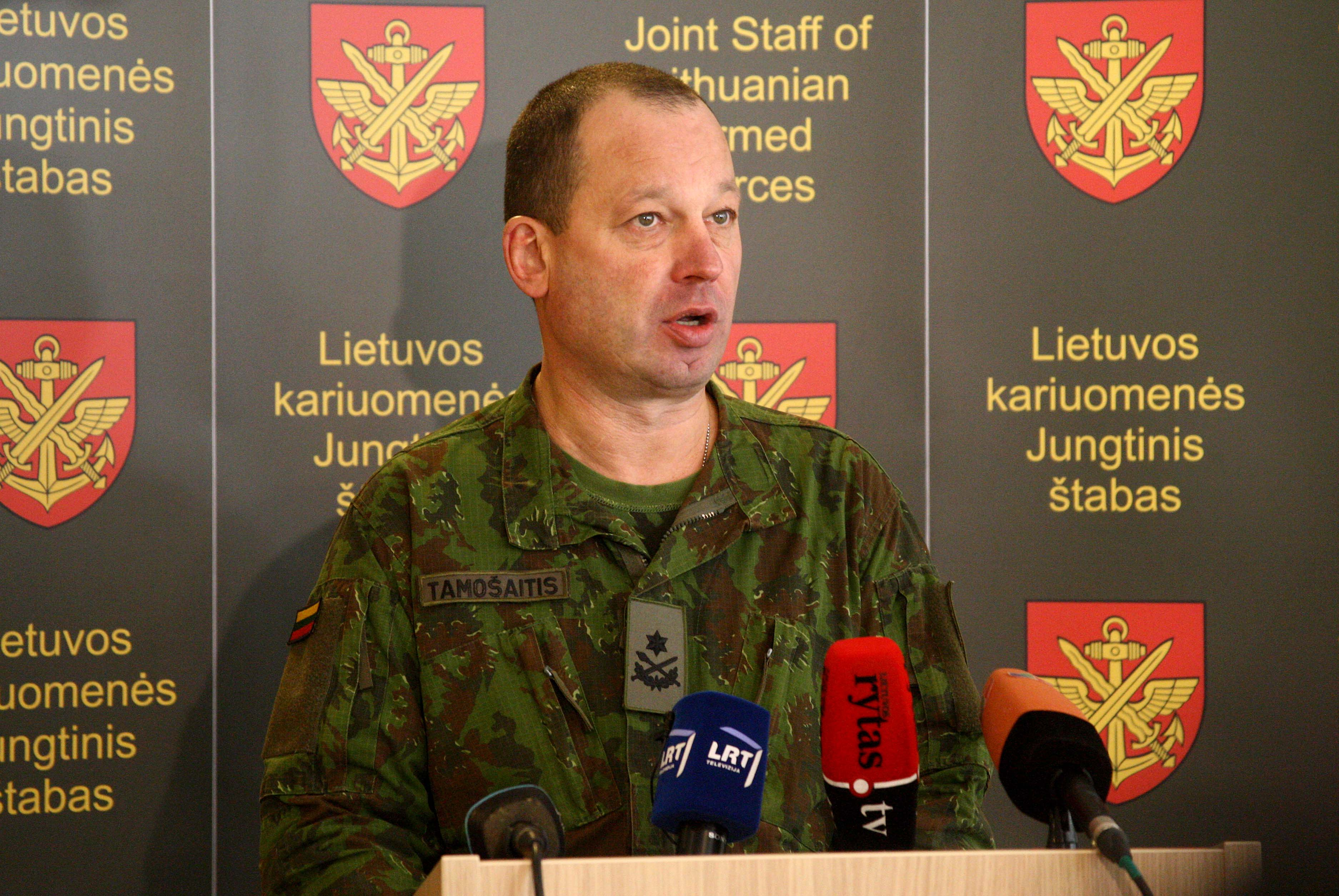
Vilmantas Tamošaitis, 2015

Vilmantas Tamošaitis (* 20. April 1966 in Kalvarija, Litauen) ist ein litauischer Brigadegeneral, der u. a. als Generalinspekteur im Verteidigungsministerium und von 2011 bis 2016 Chef des Stabes der litauischen Streitkräfte war.

## Leben
Der heutige General wurde 1966 im Süden der damaligen litauischen SSR geboren.

### Militärische Laufbahn
Beförderungen
- Leutnant (1992)
- Oberleutnant (1994)
- Hauptmann (1996)
- Major (2001)
- Oberstleutnant (2005)
- Oberst (2008)
- Brigadegeneral (2012)

Vilmantas Tamošaitis dient seit 1992 bei den Streitkräften Litauens. Im Jahr 1995 absolvierte er die litauische Militärakademie General Jonas Žemaitis, 2000 folgte eine Weiterbildung an der Führungsakademie der Bundeswehr und 2008 absolvierte er ein Masterstudium an der Air University der Streitkräfte der Vereinigten Staaten. Im gleichen Jahr wurde Tamošaitis als Brigadekommandeur tätig und zum Oberst befördert. Ab 2011 war er Stabschef der litauischen Streitkräfte – ein Jahr darauf wurde er zum Brigadegeneral befördert. Im Jahr 2016 wurde er als Militärattaché nach Deutschland versetzt. Danach wurde er als Generalinspekteur im litauischen Verteidigungsministerium tätig, bis er dort 2024 von Almantas Leika abgelöst wurde.

### Privates
Seit 2016 ist Tamošaitis mit Sandra Gruzdzevičienė verheiratet. Neben seiner Muttersprache beherrscht er Deutsch, Englisch und Russisch.